# Топорово (река)

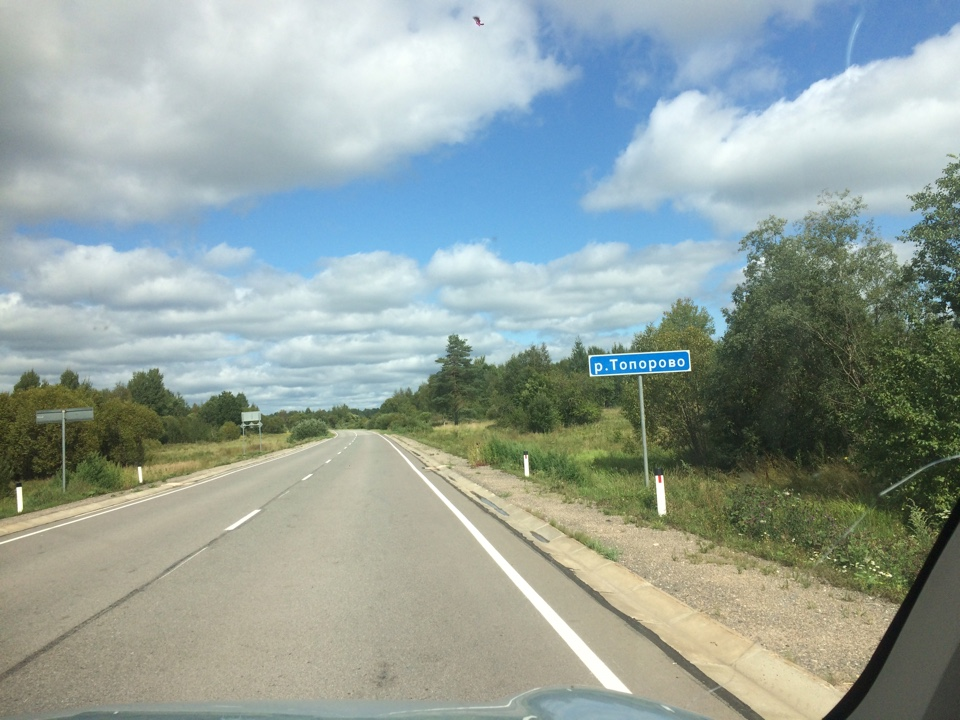

Топорово — река (по другим данным — ручей) в России, протекает по территории Бежаницкого и Дедовичского районов Псковской области. Длина реки — 12 км.
Начинается в болотах западнее Чихачево. Течёт на юго-запад через Артюшкино, Борок, Топорово, затем на юг через Валтухово. В низовьях поворачивает на юго-восток и впадает в Деревку справа в 4 км от её устья в деревне Ублиска. Долина реки болотиста, поросла лесом.
Основной приток — ручей Борок, впадает справа.

## Данные водного реестра
По данным государственного водного реестра России относится к Балтийскому бассейновому округу, водохозяйственный участок реки — Великая. Относится к речному бассейну реки Нарва (российская часть бассейна).
Код объекта в государственном водном реестре — 01030000112202000028103.